# Stomopteryx flavoclavella
Stomopteryx flavoclavella is een vlinder uit de familie tastermotten (Gelechiidae). De wetenschappelijke naam is voor het eerst geldig gepubliceerd in 1935 door Zerny.
De soort komt voor in Europa.